# 존 불 (기관차)
존 불(영어: John Bull)은 미국에서 운행되었던 역사적인 영국제 증기 기관차이다. 1831년 9월 15일에 처음 운행되었으며, 1981년 스미스소니언 협회가 자체 증기 동력으로 운행했을 때 세계에서 가장 오래된 운행 가능한 증기 기관차가 되었다. 로버트 스티븐슨 앤드 컴퍼니에서 제작되었으며, 처음에는 뉴저지주 최초의 철도인 캠던 앤드 암보이 철도에 의해 구입되어 운행되었고, 캠던 앤드 암보이 철도는 이 기관차에 1번을 부여하고 "스티븐스"라는 첫 이름을 붙였다. (당시 캠던 앤드 암보이 철도 사장은 로버트 L. 스티븐스였다.) 캠던 앤드 암보이 철도는 1833년부터 1866년까지 이 기관차를 활발하게 사용했으며, 그 후 현역에서 제외되어 보관되었다.

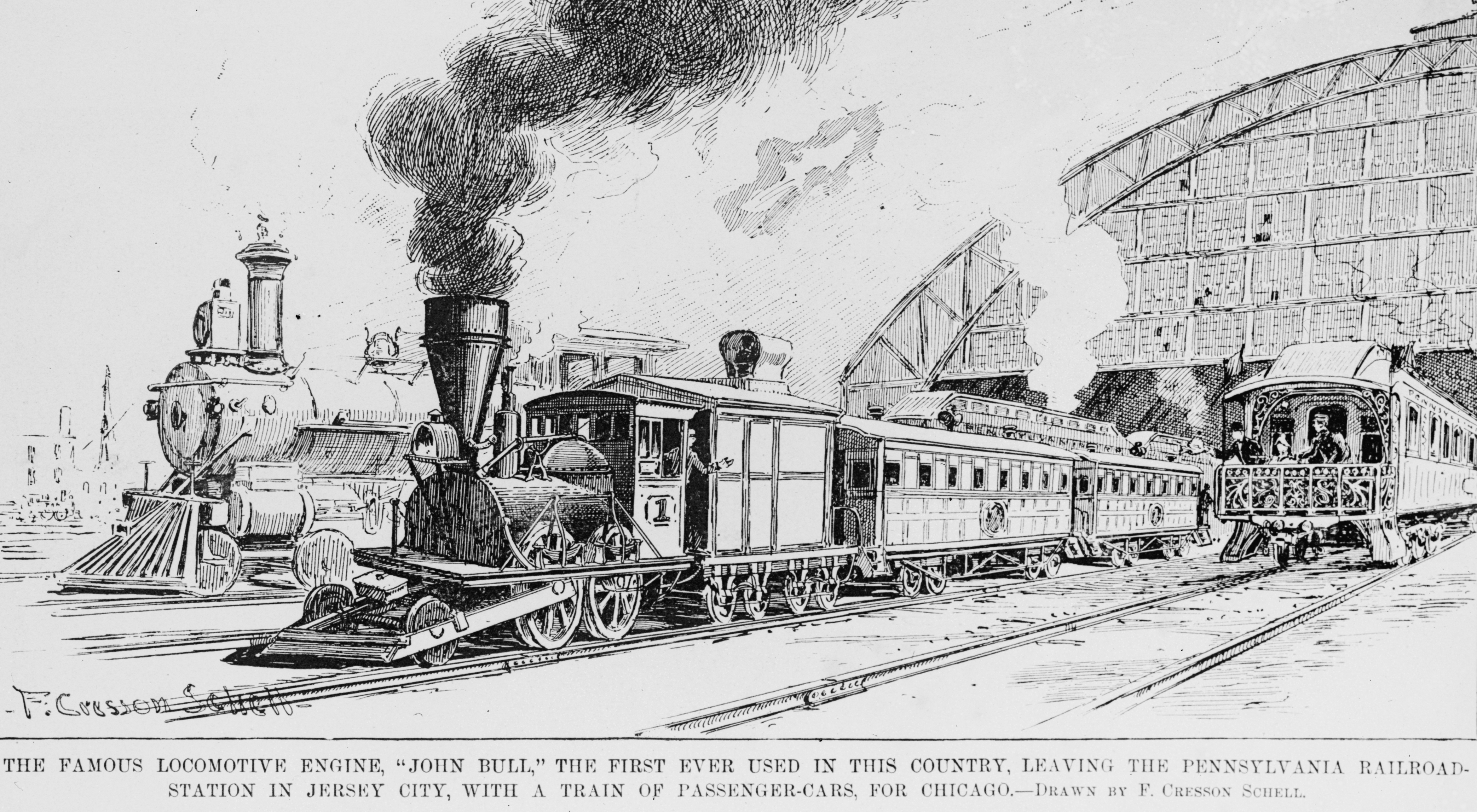
1925년 F. 크레슨 셸이 그린 "존 불" 기관차가 뉴저지주 저지시티의 펜실베이니아 철도역을 출발하는 모습으로, 미국에서 운행된 최초의 기관차라는 잘못된 주장이 포함되어 있다.

1871년 캠던 앤드 암보이 철도의 자산이 펜실베이니아 철도 (PRR)에 인수된 후, 펜실베이니아 철도는 이 기관차를 몇 차례 대중 전시를 위해 개조하고 운행했다. 1876년 필라델피아의 백주년 기념 박람회에서 다시 가동되었고, 1883년 국립 철도 설비 박람회에서 또다시 가동되었다. 1884년에는 스미스소니언 협회가 박물관의 첫 번째 주요 산업 전시품으로 구입했다.
1939년 펜실베이니아 철도 앨투나 작업장 직원들은 추가 전시 업무를 위해 이 기관차의 작동 가능한 복제품을 제작했는데, 스미스소니언은 원본 기관차를 더 통제된 환경에 보관하기를 원했기 때문이었다. 42년 동안 고정 전시로 보관된 후, 스미스소니언은 1981년 기관차의 150번째 생일을 기념하여 기관차를 가동했고, 이로써 이 기관차는 세계에서 가장 오래 살아남은 작동 가능한 증기 기관차가 되었다.
2025년 기준 현재, 원본 존 불은 워싱턴 D.C.의 스미스소니언 국립 미국사 박물관에 고정 전시되어 있으며, 복제품은 스트라스버그의 펜실베이니아 철도 박물관에 보존되어 있다.

## 건설 및 초기 사용

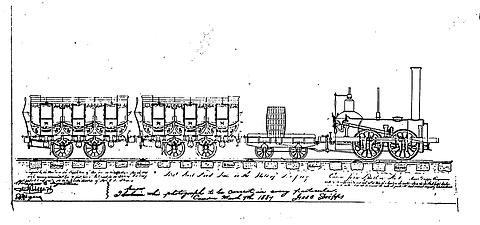
1831년 당시 존 불과 열차의 모습; 1887년 아이작 드립스 작

존 불은 영국 뉴캐슬어폰타인에서 로버트 스티븐슨 앤드 컴퍼니가 뉴저지주에 건설된 최초의 철도인 캠던 앤드 암보이 철도 (C&A)를 위해 제작했다. 이 기관차는 해체된 후 크레이트 상자에 담겨 Allegheny 호를 타고 대서양을 건너 운송되었다. C&A 엔지니어 아이작 드립스는 기관차를 최선을 다해 재건(선적물에는 기관차 조립을 위한 도면이나 지침이 포함되어 있지 않았음)했으며 1831년 9월에 처음 운행했다. 1831년 11월 12일, 로버트 스티븐스 (당시 C&A 사장)는 정치적 빚을 갚기 위해 뉴저지주 의회 의원 몇 명과 나폴레옹의 조카인 뮈라 공작을 포함한 지역 고위 인사들을 새로 도착한 기관차 뒤에 태우고 짧은 시험 선로에서 시승을 주선했다. 뮈라 공작의 아내 캐서린 윌리스 그레이는 서둘러 열차에 올라 미국에서 증기 동력 열차를 탄 최초의 여성으로 선언되기를 원했지만, 그녀가 모르는 사이에 1831년 이 시점에는 볼티모어 앤드 오하이오 철도, 사우스캐롤라이나 철도, 모호크 앤드 허드슨 철도에서 이미 남성과 여성 모두 증기 동력 처녀 운행을 경험했다.
철도가 완공될 때까지 기관차는 보관되었고, 1833년까지는 마차 운행이 건설 노력을 지원했다. 캠던 앤드 암보이 철도는 첫 기관차에 번호와 이름을 모두 부여했으며, 이 엔진에는 1번을 부여하고 로버트 L. 스티븐스를 따라 공식적으로 스티븐스라고 명명했다. 그러나 엔진을 정기적으로 사용하면서 승무원들은 이를 늙은 존 불(old John Bull)이라고 부르기 시작했는데, 이는 영국을 의인화한 만화 캐릭터인 존 불을 언급한 것이었다. 결국 비공식적인 이름은 존 불로 줄여졌고 이 이름이 훨씬 더 널리 사용되어 스티븐스라는 이름은 사용되지 않게 되었다.
1836년 9월, 존 불과 두 대의 객차는 운하를 통해 해리스버그로 운송되었고, 그곳에서 운행된 최초의 기관차가 되었다.

## 기계적 개조 및 초기 전시

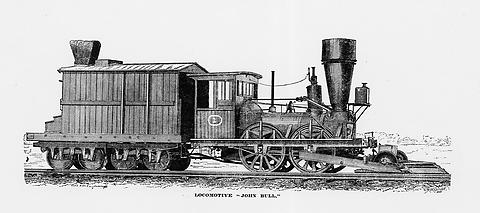
1877년 존 불의 모습으로, 운전실, 선행 대차, 배장기 및 더 넓은 굴뚝이 추가되었다.

영국보다 궤도의 품질이 좋지 않았기 때문에 기관차는 탈선하는 경향이 있었고, 그래서 C&A의 엔지니어들은 기관차가 곡선 구간으로 진입하는 데 도움이 되도록 선륜을 추가했다. 선행 대차의 메커니즘으로 인해 두 개의 주 차축 사이의 연결봉을 제거해야 했고, 뒤 차축만 동력을 받게 되었다. 결과적으로, 하나의 동력 구동 바퀴 세트를 가진 존 불은 4-2-0(화이트식 표기)이 되었다. 나중에 C&A는 선행 대차에 배장기를 추가했다. 배장기는 기관차 앞의 철도 궤도에서 동물과 잔해를 튕겨내도록 설계된 경사진 조립품이다. 기관차 승무원을 날씨로부터 보호하기 위해 C&A는 기관차에 운전실을 추가했으며, C&A 작업장 승무원들은 종과 전조등과 같은 안전 기능을 추가했다.
몇 년간 입환 기관차 및 고정 보일러로 사용된 후, 존 불은 1866년에 은퇴하여 보든타운에 보관되었다. 영업 서비스 수명 말기에는 기관차가 펌프 엔진과 제재소의 동력으로 사용되었다.
C&A는 곧 유나이티드 뉴저지 철도 및 운하 회사 (1869)에 흡수되었고, 이는 다시 1871년에 펜실베이니아 철도 (PRR)와 합병되었다. 펜실베이니아 철도는 이 오래된 엔진을 전시함으로써 얻을 수 있는 잠재적인 홍보 효과를 보았고, 1876년 필라델피아의 백주년 기념 박람회에서 전시했다. 그 후 펜실베이니아 철도 작업장 직원들은 엔진을 원래 모습과 더 비슷하게 보이도록 개조했다. 넓은 굴뚝은 곧은 금속 튜브로 교체되었고 운전실 벽과 지붕은 제거되었다. 펜실베이니아 철도는 1883년 시카고의 국립 철도 설비 박람회에서 이 엔진을 전시했다. 1885년, 스미스소니언 협회는 펜실베이니아 철도로부터 존 불을 박물관의 첫 번째 대규모 공학 유물로 기증받았다.

## 스미스소니언 협회와 기관차 복원
1883년 박람회에서 펜실베이니아 철도는 두 가지 문제를 동시에 해결했다. 철도는 스미스소니언 협회에서 역사적인 기관차를 보관할 장소를 찾았을 뿐만 아니라 J. 엘프레스 왓킨스라는 젊은 토목 엔지니어에게 적합한 새 고용주를 찾을 수 있었다. 왓킨스는 박람회 몇 년 전에 뉴저지주 철도에서 사고에 연루되었다. 그는 사고로 다리를 잃어 더 이상 철도 작업의 신체적 요구 사항에 적합하지 않았지만, 철도는 사고 후 한동안 그를 서기로 고용했다. 펜실베이니아 철도는 1880년에 개관한 스미스소니언의 새 예술 및 산업 건물의 전문 큐레이터로 그의 엔지니어링 경험을 활용했다. 기관차의 첫 번째 스미스소니언 공개 전시는 1884년 12월 22일에 이루어졌으며, 예술 및 산업 건물 동쪽 홀에 전시되었다.

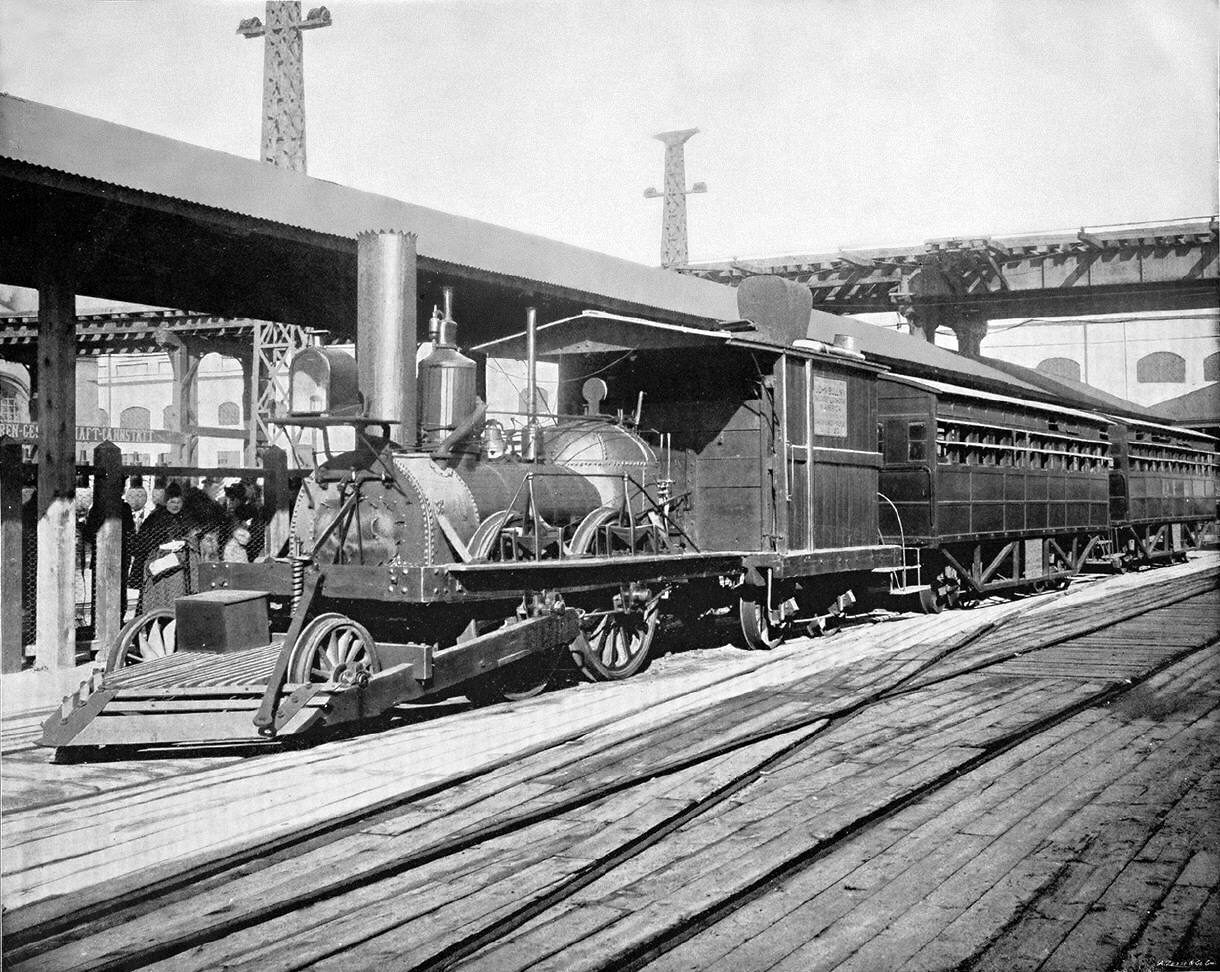
1893년 만국 박람회에 전시된 존 불

기관차는 이 위치에서 거의 80년 동안 전시되었지만, 특정 드문 경우에 박물관 외부로 운송되어 전시되었다. 이 기간 동안 가장 중요한 전시는 1893년에 기관차가 시카고의 만국 박람회로 이동했을 때였다. 당시 다른 많은 철도 회사들과 마찬가지로 펜실베이니아 철도도 그들의 발전을 대규모로 전시했다. 펜실베이니아 철도는 기관차와 몇 대의 객차를 뉴저지주 저지시티에 있는 철도 작업장으로 운송하여 부분적인 작동 상태로 복원하도록 준비했다. 펜실베이니아 철도는 미국 철도 역사에서 기관차의 중요성에 걸맞은 행사를 계획했으며, 실제로 존 불을 뉴저지에서 시카고까지 전 구간 운행했다.
복원 작업은 펜실베이니아 철도의 기계 담당 최고 책임자인 시어도어 N. 엘리가 감독했다. 엘리는 뉴저지주 퍼스앰보이까지 50마일(80.5km)의 시험 운행(2시간 15분 소요)에 충분히 확신을 가졌고, 기관차가 통과할 모든 주의 주지사와 당시 미국 대통령 그로버 클리블랜드를 초청하여 시카고로 향하는 첫 구간에서 고위 인사들과 언론 대표들을 태운 객차에 탑승하도록 했다. 열차는 한 기관차 승무원의 책임 아래 필라델피아로 이동했다. 필라델피아에서부터는 현지 기관사(열차 운전사)들이 도선사로 기관차 발판에 탑승하여 시카고까지의 나머지 여정 동안 현지 기관사들의 관할 구역에서 운영자들에게 조언을 제공했다. 25 to 30 마일 매 시 (40 to 48 km/h)의 속도로, 열차는 4월 17일 오전 10시 16분에 펜실베이니아 철도 저지시티 역을 출발하여 4월 22일에 시카고에 도착했다. 기관차는 박람회 기간 동안 운행되어 박람회 참가자들에게 시승 기회를 제공했고, 열차는 12월 6일에 시카고를 출발하여 워싱턴으로 돌아왔다. 기관차는 12월 13일에 워싱턴으로 돌아왔다.
1927년, 존 불은 다시 박물관 외부로 이동했다. 볼티모어 앤드 오하이오 철도는 그해 메릴랜드주 볼티모어에서 "철마 박람회"를 통해 창립 100주년을 기념하고 있었다. 기관차의 원래 탄수차(연료 및 물차)가 수리 불가능할 정도로 노후화되어 1910년에 해체되었기 때문에, 펜실베이니아 철도는 앨투나 작업장에서 탄수차의 복제품을 제작했다. 기관차 역시 박람회 기간 동안 운행을 위해 앨투나에서 개조되었다. 이 박람회는 1980년까지 기관차의 마지막 증기 가동이었다.

## (대부분) 고정 전시
기관차가 스미스소니언으로 돌아온 후, 고정 전시 상태로 남아 있었다. 1930년 박물관은 앨투나 워크스에 기관차와 함께 박물관에 전시할 두 번째 탄수차 복제품을 제작하도록 의뢰했다. 이 복제 탄수차는 박물관이 20년 전에 해체되었을 때 보관했던 원래 탄수차의 일부 부속품을 통합했다.
스미스소니언은 1931년에 기관차의 연식을 인정했지만, 박물관이 기관차를 다시 완전히 작동하도록 개조할 자금이 없었기 때문에 압축 공기를 사용하여 기관차를 제자리에서 운행(구동 바퀴는 잭을 사용하여 레일에서 들어 올림)하기로 결정했다. 박물관은 펜실베이니아 철도에서 1836년형 객차를 빌려 새로 재건된 탄수차 뒤의 선로에 전시했으며, 기관차의 100주년은 1931년 11월 12일에 공식적으로 기념되었다. 기관차의 준작동은 CBS 라디오 네트워크를 통해 방송되었고, 스탠리 벨이 라디오 청취자들을 위해 의식을 해설했다.
펜실베이니아 철도는 1933년부터 1934년까지 진보의 세기 박람회를 위해 다시 존 불과 재건된 탄수차를 빌렸다. 이전 시카고 왕복 여행과 달리 이 기관차는 견인되어 고정 전시물로 전시되었다. 전시 기간 동안 앨투나 워크스는 작동 가능한 복제품을 제작했고, 이는 1940년 뉴욕 세계 박람회에서 운행되었으며, 원본 기관차는 스미스소니언으로 돌아왔다.
존 불은 뉴욕 세계 박람회에서 한 번 더 박물관 외부에서 전시되었지만, 박물관 큐레이터들은 기관차가 반복적인 외부 전시에 너무 취약해지고 있다고 판단했다. 그 후 25년 동안 동쪽 홀에 비교적 영구적으로 전시되었다. 1964년 기관차는 당시 역사 및 기술 박물관으로 불리던 현재의 국립 미국사 박물관으로 옮겨졌다.
존 불은 15년 더 고정 전시 상태로 남아 있었지만, 현존하는 가장 오래된 기관차 중 하나로서의 중요성, 또는 뉴저지 최초의 철도에서의 사용은 전시 자료에 명확하게 언급되지 않았다. 1981년과 기관차의 150주년이 다가오면서 스미스소니언은 존 불의 연식과 중요성을 가장 잘 기념하는 방법에 대한 논의를 시작했다. 특별 출판물과 전시회가 준비될 것이라는 데는 의문의 여지가 거의 없었지만, 박물관 관계자들은 전시회가 그 이상이 될 수 있다는 생각을 남겼다.
1980년에 기관차에 대한 여러 피상적인 검사가 수행되었으며, 비교적 견고한 기계적 상태임이 밝혀졌다. 이러한 초기 검사에서는 상당한 양의 열화는 발견되지 않았으며, 50년 전과 마찬가지로 바퀴를 레일에서 들어 올렸을 때 차축이 자유롭게 작동하는 것이 확인되었다. 1980년 1월 어느 아침, 박물관이 일반에 공개되기 전에 박물관 관계자들은 압축 공기를 사용하여 실린더에 동력을 공급하고 연결봉을 통해 바퀴를 움직여 마지막 준작동 이후 처음으로 작동시켰다. 압축 공기가 기관차의 배기 굴뚝에서 먼지와 잔해를 날려 버린 후, 곧 원활하게 작동하기 시작했다.
주행 장치는 양호한 상태로 보였지만, 보일러가 다시 증기 압력과 실제 불을 감당할 수 있을지는 아직 알 수 없었다. 박물관은 하트퍼드 증기 보일러 검사 및 보험 회사에 기관차 보일러의 작동 여부를 검사해 달라고 요청했다. 검사는 박물관 운영 시간 외(오후 6시 30분부터 오전 4시까지) 3일 동안 수행되었으며, 전자기, 초음파, 방사선촬영 검사가 포함되었다. 검사 결과 몇 가지 결함이 발견되었지만, 엔진은 50 psi (340 kPa)의 낮은 보일러 압력에서 작동할 수 있을 것으로 예상되었다. 캠던 앤드 암보이에 인도되었을 당시 보일러는 70 psi (480 kPa)로 평가되었다. 스미스소니언 직원들은 몇 차례의 추가 수압 테스트 후 기관차가 자체 동력으로 다시 작동할 수 있다고 확신했다. 수리해야 할 품목은 수리되었고, 1980년 10월 14일, 기관차는 버지니아주 포키어 카운티의 칼버턴과 카사노바 사이 워런턴 지선에서 성공적으로 현장 테스트를 마쳤다. 이 부지는 당시 일주일에 한 대의 화물 열차만 지선을 사용했기 때문에 선정되었다. 1981년 9월 15일, 기관차는 워싱턴 D.C. 내 포토맥강 근처 몇 마일의 지선에서 증기로 운행되었다. 이 전시를 통해 기관차는 세계에서 가장 오래된 작동 가능한 증기 기관차(및 가장 오래된 자율 추진 차량)가 되었다.
2021년 기준 현재, 원본 존 불은 스미스소니언 국립 미국사 박물관에 고정 전시되어 있으며 복제품은 펜실베이니아 철도 박물관에 보존되어 있다.

## 연혁

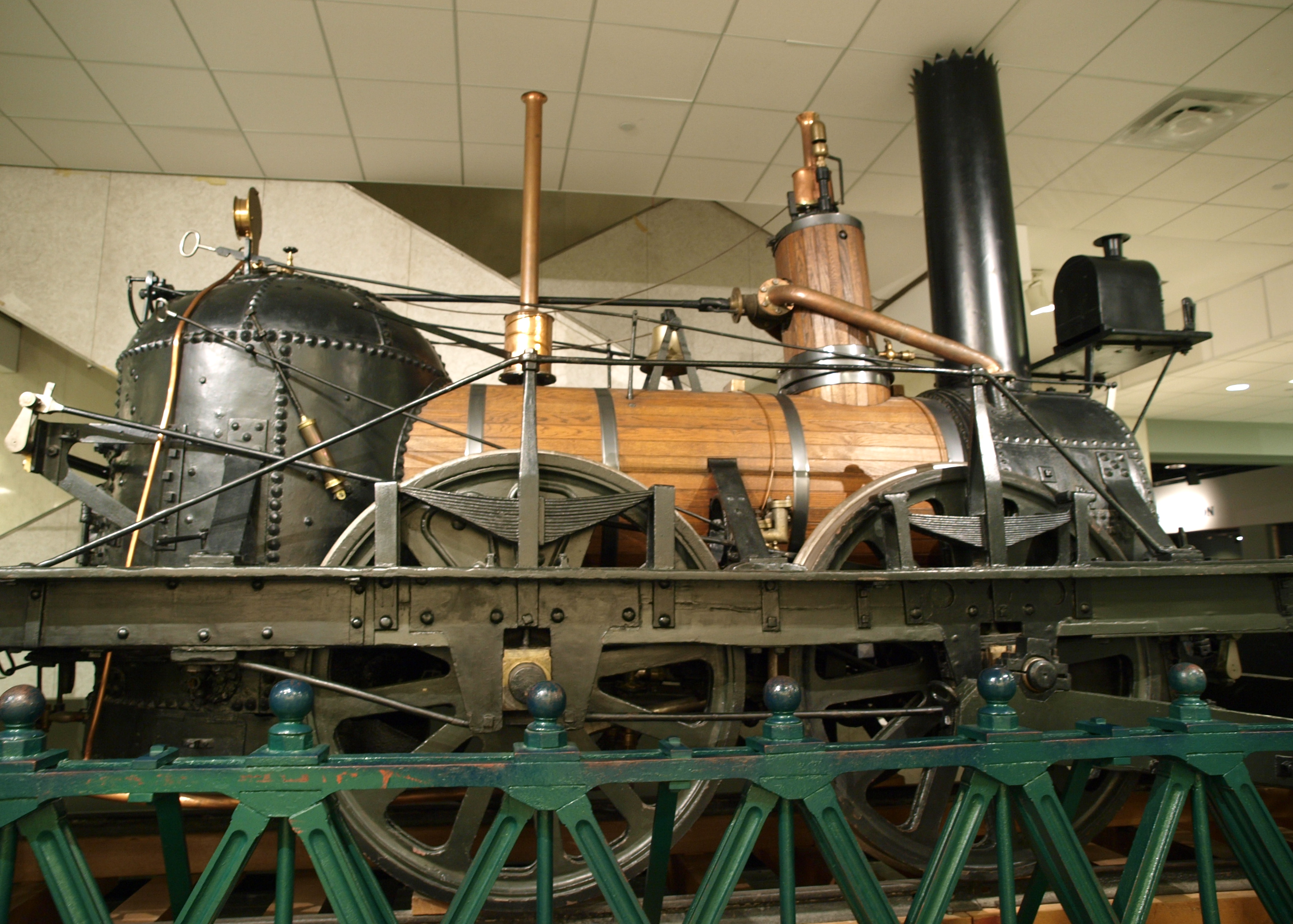
국립 미국사 박물관의 존 불 기관차

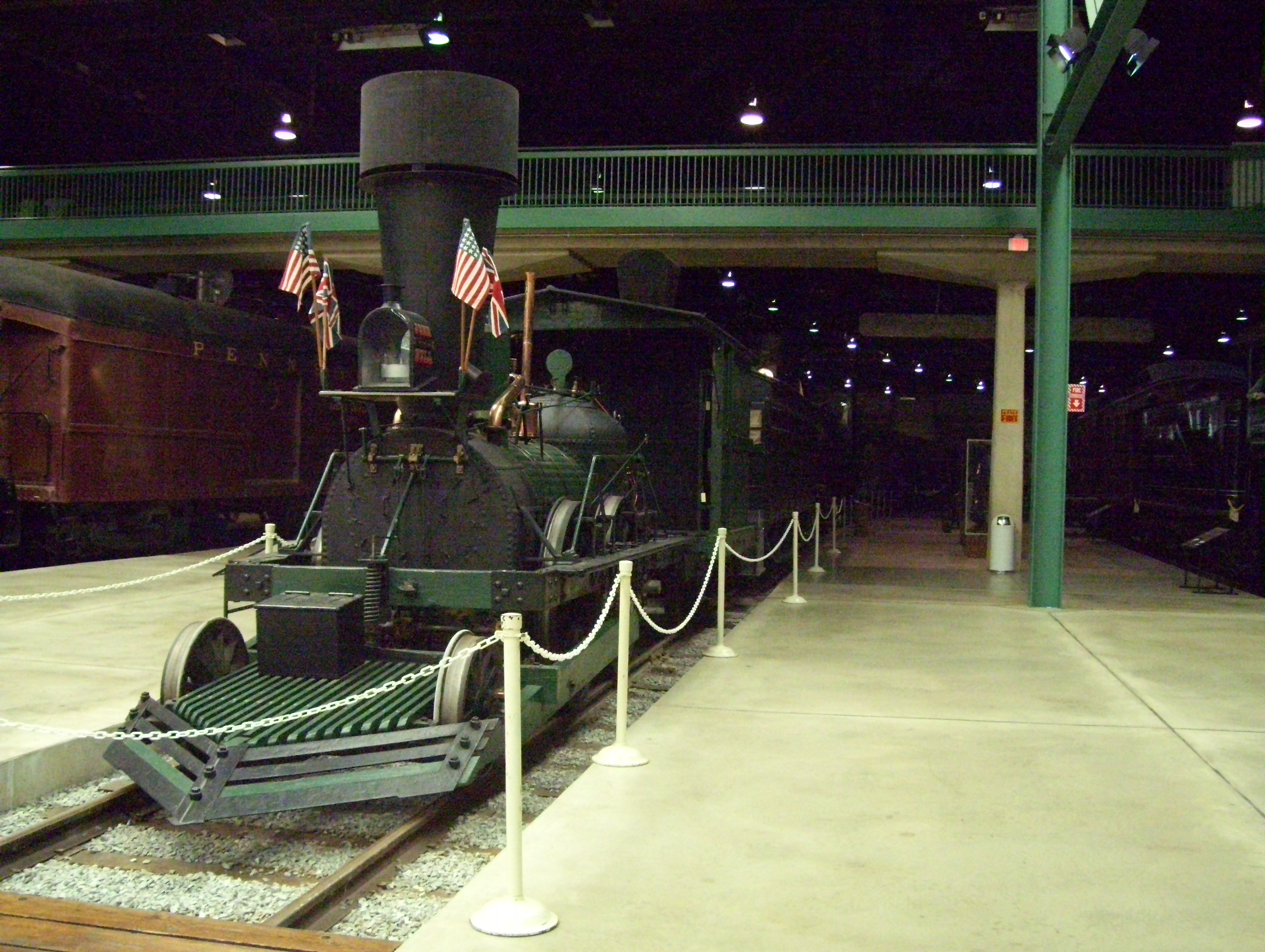
펜실베이니아에 있는 존 불 복제품

- 1831년 6월 18일: 존 불이 영국 스티븐슨 앤드 컴퍼니에서 제작되었다.[30]
- 1831년 7월 14일: 존 불이 리버풀을 출발하여 Allegheny 호를 타고 필라델피아로 향했다.[30]
- 1831년 9월 4일: 존 불이 필라델피아에 도착했다.
- 1831년 9월 15일: 존 불이 뉴저지주에서 자체 동력으로 첫 운행을 시작했다.
- 1831년 11월 12일: 로버트 스티븐스가 존 불이 끄는 일련의 시험 운행에 뉴저지 정치인들을 초청했다.
- 1833년: 존 불은 새로 완공된 캠던 앤드 암보이 철도에서 운행되는 몇 안 되는 기관차 중 하나였다.
- 1866년: 존 불이 정규 운행에서 은퇴했다.
- 1876년: 존 불이 필라델피아의 미국 백주년 기념 박람회에서 전시되었다.
- 1883년: 펜실베이니아 철도가 시카고의 국립 철도 설비 박람회에서 존 불을 전시했다.[17]
- 1884년: 스미스소니언 협회가 펜실베이니아 철도로부터 존 불을 인수했다.
- 1893년: 존 불이 시카고의 1893년 만국 박람회에서 운행되었다.
- 1910년: 수리 불가능할 정도로 노후화된 원래 탄수차가 스미스소니언 직원들에 의해 해체되었다. 탄수차에서 사용 가능한 부품들은 보관되었다.
- 1927년: 볼티모어 앤드 오하이오 철도가 메릴랜드주 볼티모어의 철마 박람회에서 운행하기 위해 존 불을 빌렸다.
- 1930년: 스미스소니언이 의뢰하여 펜실베이니아 철도가 이전에 원래 탄수차에서 회수한 부품들을 사용하여 복제 탄수차를 제작했다. 새 탄수차는 박물관에서 기관차와 함께 전시되었다.[24]
- 1931년 11월 12일: 스미스소니언이 기관차의 100주년 "생일"을 기념하여 박물관 전시실 내에서 정지된 엔진(잭으로 안정화됨)을 압축 공기로 작동시켰다.
- 1933–1934년: 펜실베이니아 철도가 시카고의 진보의 세기 박람회에서 전시하기 위해 존 불을 빌렸다.[26]
- 1939년: 원본 존 불이 1939년 세계 박람회 개막식에 전시되었다.
- 1940년: 펜실베이니아 철도 앨투나의 주니아타 공장 엔지니어들이 제작한 존 불 복제품이 뉴욕 세계 박람회에 전시되었고, 원본은 스미스소니언으로 반환되었다.
- 1980년 10월 14일: 존 불이 작동 가능한 상태로 복원되어 버지니아주 포키어 카운티의 워런턴 지선에서 테스트되었다.
- 1981년 9월 15일: 존 불이 워싱턴 D.C.에서 첫 사용 150주년 기념일에 운행되었고, 세계에서 가장 오래된 작동 가능한 증기 기관차(및 가장 오래된 자율 추진 차량)가 되었다.
- 1985년: 존 불이 댈러스 전시회를 위해 항공기에 실려 운송되었으며, 이로써 항공으로 운송된 세계에서 가장 오래된 기관차가 되었다.[31]

## 같이 보기
- LMR 57 라이온
- 스터브리지 라이온
- 톰 섬 (기관차)

## 내용주
1. 1 2  Johnson, Emory Richard (1908). 《American Railway Transportation》. D. Appleton. 41–42쪽. 2008년 8월 4일에 확인함.
2. ↑  Burlingame, Luther D. (1911년 10월 6일). 《Shop Safeguards》. 《Railway Age Gazette》 51. 672쪽.
3. 1 2 3 4 5 6 7  “John Bull Locomotive”. 《History Wired》. Smithsonian Institution. 2008년 8월 4일에 확인함.
4. ↑  Klein and Bell, pp 280–1.
5. 1 2 3  “Camden & Amboy John Bull Replica”. Railroad Museum of Pennsylvania. 2008. 2008년 8월 21일에 원본 문서에서 보존된 문서. 2008년 8월 4일에 확인함.
6. 1 2 3  Carter, p 140.
7. ↑  Whittemore, p 32.
8. ↑  “PRR Chronology: 1831” (PDF). Pennsylvania Railroad Technical and Historical Society. June 2004. 2008년 8월 4일에 확인함.
9. ↑  Wilson, p 225.
10. ↑  Whittemore, p 30.
11. ↑  Wilson, p 54.
12. ↑  Klein and Bell, pp 283–287.
13. ↑  “PRR Chronology: 1866” (PDF). Pennsylvania Railroad Technical and Historical Society. June 2004. 2008년 8월 4일에 확인함.
14. ↑  White, pp 32–34.
15. ↑  Netzlof, Robert T. (February  7, 2001). “Corporate Genealogy: United New Jersey Railroad”. December  2, 2008에 원본 문서에서 보존된 문서. August  4, 2008에 확인함.
16. ↑  Forney, Matthias N. (August 1888). “American Locomotives and Cars”. 《Scribner's Magazine》. IV권 2호. 177쪽.
17. 1 2 3 4  White, p 39.
18. ↑  Massa, William R. Jr. (2004). “Finding Aids to Personal Papers and Special Collections in the Smithsonian Institution Archives: Record Unit 7268; J. Elfreth Watkins Collection, 1869, 1881–1903, 1953, 1966 and undated”. Smithsonian Institution. 2008년 8월 5일에 확인함.
19. ↑  “John H. White, Jr. Reference Collection, 1880s-1990”. 《Archives Center, National Museum of American History》. Smithsonian Institution. 2002년 12월 27일. 2008년 9월 5일에 원본 문서에서 보존된 문서. 2008년 8월 4일에 확인함.
20. ↑  White, Trumbull; Igleheart, William; Palmer, Bertha Honoré (1893). 《The World's Columbian Exposition, Chicago, 1893》. P.W. Ziegler and Company. 286쪽.
21. ↑  “John Bull on the Way West” (PDF). 《New York Times》. 1893년 4월 18일. 2008년 8월 4일에 확인함.
22. ↑  White, pp 39–45.
23. ↑  “Motive Power Roster” (PDF). Railroad Museum of Pennsylvania. August 2007. 2013년 7월 3일에 원본 문서 (PDF)에서 보존된 문서. 2008년 8월 4일에 확인함.
24. 1 2 3  White, p 45.
25. ↑  White, pp 45–46.
26. 1 2 3  White, p 46.
27. 1 2 3  White, pp 46–48
28. ↑  “John Bull Locomotive”. 《National Museum of American History》. The Smithsonian Institution. 2021. 2021년 3월 30일에 확인함.
29. ↑  “John Bull”. 《Railroad Museum of Pennsylvania》. 2021. 2021년 4월 29일에 원본 문서에서 보존된 문서. 2021년 3월 30일에 확인함.
30. 1 2  White, p 22.
31. ↑  “John Bull locomotive, 1831”. 《Legacies》. Smithsonian Institution Press. 2001. 2014년 6월 19일에 원본 문서에서 보존된 문서. 2008년 8월 4일에 확인함.